# Sandviken, Helsingfors

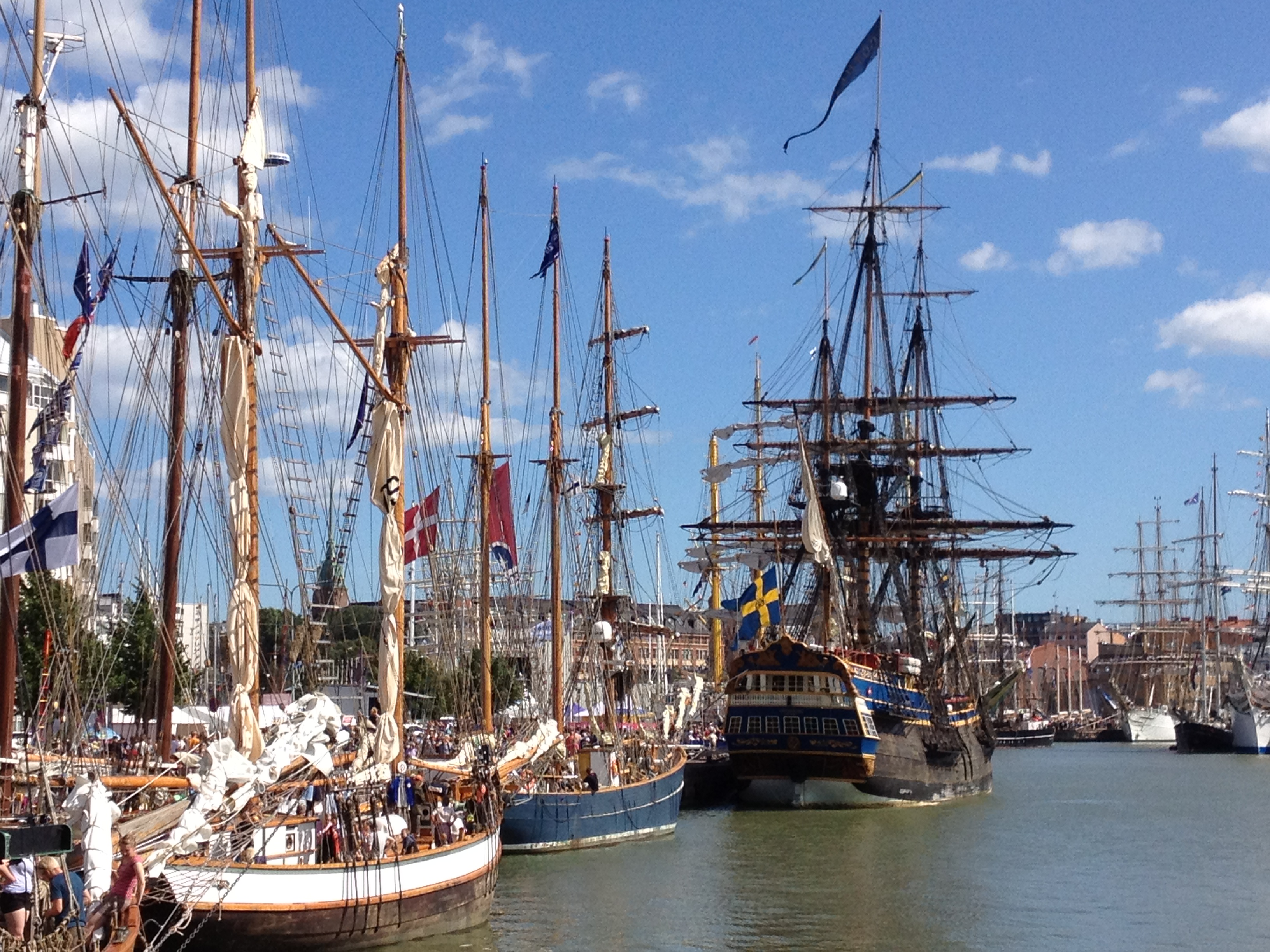
Ostindiefararen Götheborg förtöjd i Sandviken i Helsingfors, tillsammans med andra deltagare i Tall Ships' Race, 2013.

Sandviken (finska: Hietalahti) är den sydliga delen av stadsdelen Kampen och en vik med samma namn i sydvästra delen av centrala Helsingfors. Sandviken tillhör Södra stordistriktet och ligger mellan stadsdelarna Rödbergen och Busholmen. I Sandviken ligger bland annat Sandvikens saluhall och Sandvikstorget som är beläget vid Tekniska högskolans före detta huvudbyggnad.